# Розкішні вузькокрилі молі
Розкішні вузькокрилі молі (Cosmopterigidae) — родина лускокрилих комах. Родина поширена на всіх материках. Включає понад 1500 видів.

## Опис
Дрібні або середні метелики. Розмах крил 7-21 мм, максимум до 40 мм. У стані спокою комаха впирається основою губних щупиків в субстрат, а тіло з щільно притиснутими до нього крилами і задньою парою ніг піднесене під кутом 10-45 ° над його поверхнею. Голова вкрита щільними лусочками, часто з вираженим лобно-тім'яним виступом. Вусики прості, ниткоподібні, сягають 2/3-5/6 довжини переднього крила. Губні щупики довгі і тонкі, дугоподібно загнуті вгору, їх 3-й членик помітно довший 2-го, рідше рівний йому. Щелепні щупики дуже короткі, обгорнуті навколо основи хоботка. Очі великі, сферичні, часто з яскраво-червоним пігментом. Передні крила від вузьколанцентоподібних до лінійних, зазвичай з відтягнутою і тонко загостреною вершиною, часто з рельєфними металевими блискучими плямами і перев'язами. Жилкування зредуковане.

## Спосіб життя
Метелики активні в сутінках, похмуру погоду або у тінистих місцях. Тривалість життя імаго становить близько 2 тижнів. Плодючість не перевищує 60-100 яєць. Інкубаційний період короткий, від 7 до 12 днів. Личинки живляться, в основному, листям, квітами, насінням покритонасінних, рідше хвойних рослин. Гусениці багатьох видів утворюють міни та гали, деякі живуть у чохликах. Поряд з фітофагами, є види личинки яких є сапрофагами (живляться гнилими рослинними рештками) та хижаки, які полюють на малорухомих рівнокрилих комах (червеців і щитівок).